# Borssele
Borssele ist ein Dorf von rund 1500 Einwohnerinnen und Einwohnern in der niederländischen Provinz Zeeland. Es gehört zur übergeordneten Gemeinde Borsele, die die Form einer Streusiedlung mit verschiedenen Gemeinden, darunter eben Borssele, aufweist.

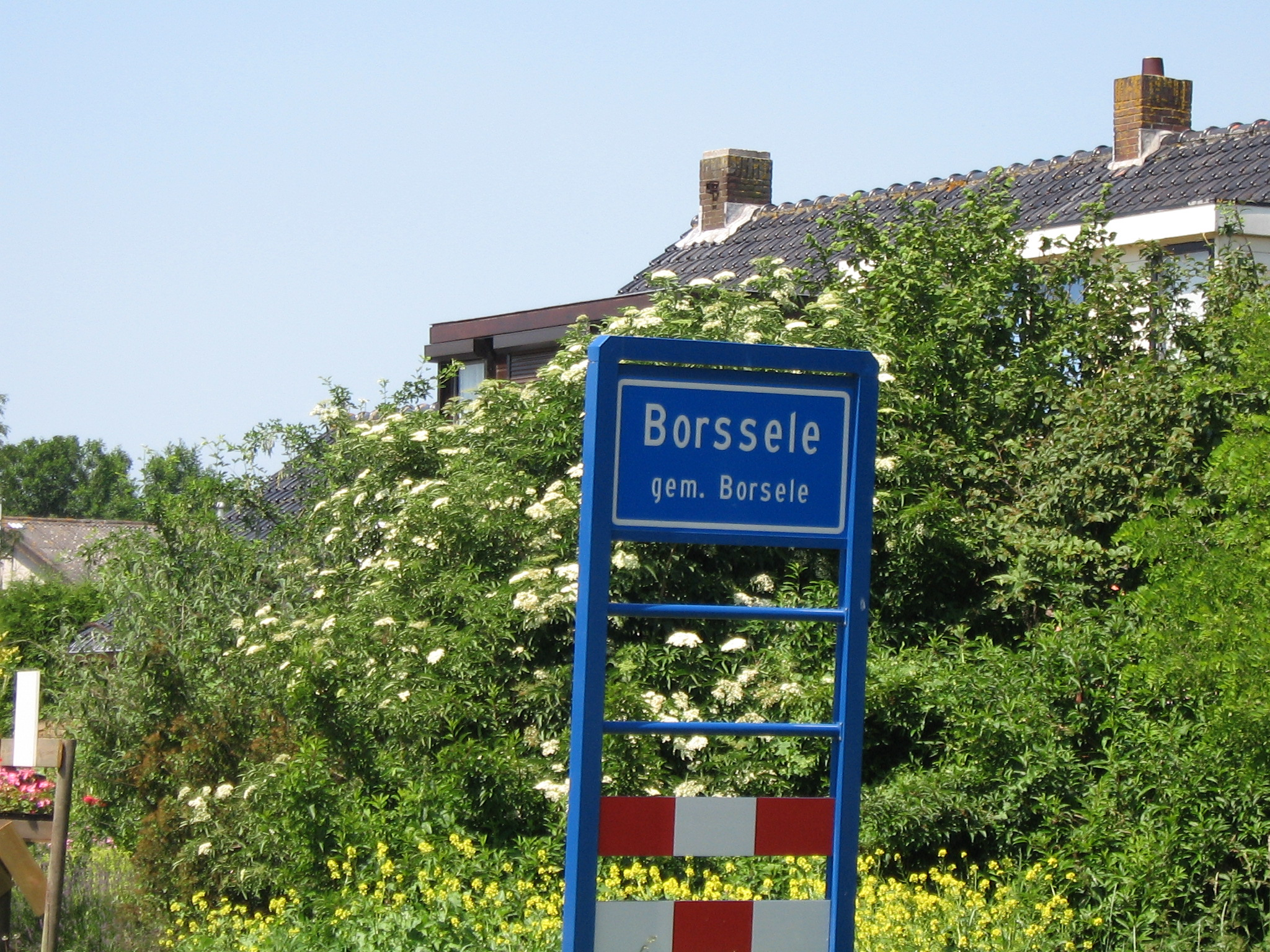
Ortstafel in Borssele

Nur rund zwei Kilometer vom Dorf entfernt liegen an der Schelde das Kernkraftwerk Borssele und daneben ein Kohlekraftwerk von ungefähr gleicher Leistung, die ihr Kühlwasser beide diesem Fluss entnehmen.
Westlich der Küste Zeelands liegt der Offshore-Windpark Borssele in der Nordsee.